# 橋本喜典 (実業家)
橋本 喜典（はしもと よしのり、1924年4月1日 - 1986年1月23日）は、日本の経営者。近鉄百貨店社長を務めた。和歌山県出身。

## 経歴・人物
1947年に京都大学経済学部を卒業し、1948年に近畿日本鉄道に入社。1972年6月に近鉄百貨店に転じ、1973年4月に取締役に就任し、1977年5月に常務、1980年5月に専務、1983年5月に副社長を経て、1985年5月に社長に就任。
1986年1月23日急性心不全のために在任時に死去。61歳没。